# Thorectes hispanus
Thorectes hispanus es una especie de coleóptero de la familia Geotrupidae.

## Distribución geográfica
Habita en la península ibérica.
Calificada como vulnerable en el Libro Rojo de los Invertebrados de Andalucía.